# カウントダウンオールヒット
カウントダウンオールヒット（CDTVオールヒット）は、TBS系列にて、1996年10月10日から2002年12月20日までの春・秋・正月などに放送した音楽特別番組で、『CDTV』の事実上のゴールデンタイムにおける、拡大版である。

## 概要
1995年年末に「史上空前の大調査!あなたが一番好きな歌50年間ベスト100」、1996年春に「史上空前の大調査!あなたが一番好きな歌30年間ベスト100」と2回放送があって、1996年10月10日に正式にスタート。
CDの売り上げなどを元に、シングル、アルバム、アーティストなどのランキングを発表する。
2002年12月20日の放送が、カウントダウンオールヒットとして最後となり、2003年以降の放送からCDTVスペシャルとして放送している。

## 司会者
- 恵俊彰（ホンジャマカ）
- 渡辺満里奈

## タイトル
前身番組とCDTVスペシャル（年越しライブは除く）も含む。
- 1995年
  - 12月26日「史上空前の大調査!あなたが一番好きな歌50年間ベスト100」
- 1996年
  - 4月10日「史上空前の大調査!あなたが一番好きな歌30年間ベスト100」
  - 10月10日「'96 シングルセールスTOP100」
- 1997年
  - 3月27日「90年代全名曲TOP100」
  - 10月2日「80年代全名曲TOP100」
- 1998年
  - 3月26日「90年代トップアーティスト100」
  - 10月1日「90年代アルバムセールスTOP100」
- 1999年
  - 1月3日「1998年シングルセールスTOP200」
  - 4月2日「90年代アーティストセールスTOP100」
  - 8月7日「'99真夏のスペシャルライブ 超生放送」
  - 10月6日「歴代アルバムセールスTOP100」
- 2000年
  - 1月2日「1999年シングルセールスTOP200」
  - 3月26日「20世紀トップアーティスト100」
  - 9月23日「20世紀シングルセールスTOP100」
  - 12月23日「2000年シングルセールスTOP100!超豪華クリスマスいぶいぶSP」
- 2001年
  - 4月8日「10年分TOPアーティスト全400曲すべて見せますSP」
  - 9月24日「歴代アルバムアーティスト100」
  - 12月21日「CDTVスペシャル!超豪華2001年シングルセールスTOP100」
- 2002年
  - 4月2日「春の最高傑作スーパーアーティスト&歴代ミリオン全400曲完全放出SP」
  - 7月17日「CDTV激動の上半期シングルTOP100&超豪華!夏の歌すべて見せますスペシャル」
  - 12月20日「CDTVオールヒット 超豪華!2002シングルどこよりも早い!年間ランキングTOP100」

## 第1位
- 1995年
  - 年末 いい日旅立ち／山口百恵
- 1996年
  - 春 浪漫飛行／米米CLUB
  - 10月10日 DEPARTURES／globe
- 1997年
  - 3月27日 君がいるだけで／米米CLUB
  - 10月2日 ダンシング・オールナイト／もんた&ブラザーズ
- 1998年
  - 3月26日 B'z
  - 10月1日 B'z The Best "Pleasure"／B'z
- 1999年
  - 1月3日 夜空ノムコウ／SMAP
  - 4月2日 B'z
  - 8月7日 Automatic/time will tell／宇多田ヒカル
  - 10月6日 First Love／宇多田ヒカル
- 2000年
  - 1月3日 Automatic/time will tell／宇多田ヒカル
  - 3月26日 SMAP
  - 9月23日 君がいるだけで/愛してる／米米CLUB
  - 12月23日 TSUNAMI／サザンオールスターズ
- 2001年
  - 4月8日 前期（1991年4月〜1996年3月）：B'z／後期（1996年4月〜2001年3月）：GLAY
  - 9月24日 B'z
  - 12月21日 Can You Keep A Secret?／宇多田ヒカル
- 2002年
  - 4月2日 B'z
  - 7月17日 ワダツミの木／元ちとせ
  - 12月20日 ワダツミの木／元ちとせ

## 放送内容

### 1996年
- 10月10日「カウントダウンオールヒット'96 シングルセールスTOP100」

1996年1月～10月の集計ランキング
司会：朝岡聡、進藤晶子（当時TBSアナウンサー）
コーナー
- 私の好きなカラオケソングベスト10

進行：朝岡聡 ゲスト:小泉今日子、トータス松本（ウルフルズ）
- 奈美恵・つんくのコーナー

シャ乱Qが選ぶアニメソングベスト10、トークなど
進行：安室奈美恵、つんく　ゲスト：シャ乱Q、華原朋美
- 視聴者プレゼント（プリクラ、写真など）

安室奈美恵、華原朋美、PUFFY、GLAY、シャ乱Q
- ゲストライブ

安室奈美恵、華原朋美、石嶺聡子、ORIGINAL LOVEほか

### 1997年
- 3月27日「90年代全名曲TOP100」

1990年1月～1997年3月のシングルセールスランキング
司会：恵俊彰（ホンジャマカ）、 渡辺満里奈
ナビゲーター：ウルフルズ
ゲスト：MAX、安室奈美恵、GLAY、PUFFY、奥田民生、篠原ともえ、相川七瀬
- - ランキング進行は、CGキャラ（声：くわはらとしゆき）
  - 100位圏外の名曲
  - トーク（90年代衝撃をうけた1曲）、VTR出演：JUDY AND MARY、THE YELLOW MONKEY、シャ乱Q、華原朋美
  - ゲストライブ、カウントダウンオールスターズ（ウルフルズ、GLAY、PUFFY、奥田民生、渡辺満里奈）のライブ

ほか
- 10月2日「80年代全名曲TOP100」

1980年1月～1989年12月の10年間のシングルセールスランキング
司会：渡辺満里奈、田代まさし、雨宮塔子（当時TBSアナウンサー）
ゲスト：ウルフルズ、奥田民生、GLAY、華原朋美、SPEED、河村隆一、杏里、鈴木雅之、猿岩石
- - ランキング内VTRコメント出演

山本譲二、細川たかし、大川栄策、もんたよしのり
- - トーク（80年代私のこの一曲）、工藤静香などVTR出演
  - ゲストライブ

ほか

## スタッフ
- 構成：玉井貴代志
- 演出：阿部龍二郎、田代誠
- プロデューサー：斉藤薫

## 関連番組
- 歌のゴールデンヒット - 2017年から放送されている音楽特別番組。
- ザ・ベストテン豪華版
- メガヒットライブ
- ミュージックステーションスペシャル（テレビ朝日）

シングル、アルバム、アーティストなど様々なジャンルのランキングを発表している。